# Ronni Solbertová
Romaine Gustave Solbertová (nepřechýleně Solbert; 7. září 1925 Washington, D.C. – 9. června 2022 Randolph) byla americká umělkyně, fotografka a spisovatelka, známá především jako ilustrátorka knih, včetně The Pushcart War a více než tuctu dalších titulů, které napsal její partner Jean Merrill.

## Životopis
Solbertová se narodila ve Washingtonu, D.C. a vyrostla v Rochesteru ve státě New York. Její otec byl Oscar Nathaniel Solbert, švédský přistěhovalec, který se stal generálem armády Spojených států, sloužil v první i druhé světové válce a pracoval jako výkonný ředitel společnosti Eastman Kodak, než se stal prvním ředitelem domu George Eastmana Mezinárodní muzeum fotografie a filmu. Během své rané vojenské kariéry se Oscar Solbert setkal a oženil se s Elizabethou Abernatyovou. Jejich dcera dostala jméno „Romaine“ po tetě, ale toto jméno bylo zkráceno na „Ronni“.
Solbertová navštěvovala Vassar College, kterou absolvovala s vyznamenáním v roce 1946, a pokračovala ve studiu na Cranbrook Academy of Art v Michiganu, kde v roce 1948 získala titul MFA.
Po absolvování Cranbrooku pracovala Solbertová ve švédském Stockholmu, kde překládala a vysílala pro Mezinárodní červený kříž. Poté učila děti malbu a sochařství na Rochesterské univerzitě. Také studovala a pracovala v Grafické dílně Roberta Blackburna v New Yorku. Pracovala v Indii s podporou Fulbrightova programu. (Merrill byl také Fulbrightův student v Indii.) Solbertová se vrátila do New Yorku, aby se věnovala kariéře v umění a ilustraci. V roce 1959 představilo Muzeum moderního umění autorčiny obrazy na jedné z muzejních výstav „New Talent“.
V New Yorku se Solbertová setkala s Merrillem (který shodou okolností také vyrostl poblíž Rochesteru). Ti dva se stali přáteli a nakonec i partnery. V New Yorku byli oba aktivní v komunitě. V roce 1970 se přestěhovali do Vermontu. Merrill zemřel na rakovinu v roce 2012. Solbertová zemřela v Randolphu ve Vermontu dne 9. června 2022 ve věku 96 let.

## Dílo
I když je Solbertová známá především jako ilustrátorka, pracovala také jako spisovatelka, editorka, fotografka a vytvořila celou řadu výtvarných děl. Mezi její publikované práce patří:

### Jako ilustrátorka
- Jean Merrill, Henry, the Hand-Painted Mouse, Coward, 1951.[1]
- Jean Merrill, The Woover, Coward, 1952.
- Jean Merrill, Boxes, Coward, 1953.[1]
- Jean Merrill, The Tree House of Jimmy Domino, Oxford University Press, 1955.[1]
- Jean Merrill, The Travels of Marco, Knopf, 1956.[1]
- Henry Chafetz, The Lost Dream, Knopf, 1956.[1]
- Gwendolyn Brooks, Bronzeville Boys and Girls, Harper, 1957.[1][7]
- Elizabeth Johnson, The Little Knight, Little, Brown, 1957.[1]
- Jean Merrill, A Song for Gar, Whittlesey House, 1957.[1]
- Elizabeth Low, Mouse, Mouse, Go Out of My House, Little, Brown, 1958.
- Henry Chafetz, The Legend of Befana, Houghton, 1958.[1]
- Audrey McKim, Andy and the Gopher, Little, Brown, 1959.[1]
- Aline Harvard, Run Away Home, Lothrop, 1959.
- Jean Merrill and Eunice Holsaert, Outer Space, Henry Holt, 1959.
- Kay Boyle, The Youngest Camel, Harper, 1959.[1]
- Jean Merrill, Blue's Broken Heart, Whittlesey House, 1960.
- Jean Merrill, Shan's Lucky Knife, W. R. Scott, 1960.[1]
- Jean Merrill, Emily Emerson's Moon, Little, Brown, 1960.
- Parvati Thampi, Geeta and the Village School, Doubleday, 1960.[1]
- Marion Garthwaite, Mario, Doubleday, 1960.
- Elizabeth Johnson, The Three-in-One-Prince, Little, Brown, 1960.
- Elizabeth Low, Snug in the Snow, Little, Brown, 1963.
- Jean Merrill, The Superlative Horse, W. R. Scott, 1963.
- Jean Merrill, High, Wide and Handsome, W. R. Scott, 1964.[1]
- Jean Merrill, The Pushcart War, W. R. Scott, 1964.[1]
- Violet Weingarten, The Nile, Lifeline of Egypt, Garrard, 1964.[1]
- Adele De Leeuw, Indonesian Legends and Folk Tales, Thomas Nelson, 1964.[1]
- Henry Chafetz, Thunderbird and Other Stories, Pantheon, 1965.[1]
- Mary Neville, Woody and Me, Pantheon, 1966.[1]
- Virginia Haviland, Favorite Fairy Tales Told in Sweden, Little, Brown, 1966.
- Jean Merrill, The Elephant Who Liked to Smash Small Cars, Pantheon, 1967.
- Jean Merrill, Red Riding, Pantheon, 1968.
- Jean Merrill, The Black Sheep, Pantheon, 1969.[1]
- Kobayashi Issa, A Few Flies and I: Haiku by Issa, Pantheon, 1969 (jako editorka, společně s Merrillem).
- Jean Merrill, Mary, Come Running, McCall, 1970.
- Giose Rimanelli and Paul Pinsleur, Pictures Make Poems, Pantheon, 1972.
- Mary Ann Hoberman, Nuts to You and Nuts to Me, Knopf, 1974.
- Salley Hovey Wriggins, White Monkey King, Pantheon, 1977.[1]

### Jako spisovatelka a ilustrátorka
- 32 Feet of Insides, Pantheon, 1970.
- The Song that Sings Itself, Bobbs-Merrill, 1972.

### Jako spisovatelka a fotografka
- I Wrote My Name on the Wall, Brown, 1971.